# Carlos Quevedo Rojas
Carlos Quevedo Rojas (Prado del Rey, Cádiz, 1980) es un arquitecto y profesor español.
Proyectó las restauraciones del castillo de Matrera, por el que ha recibido un varios  premios y galardones internacionales, el Castillo de Morella,
la ludoteca de Dólar, vivienda en Ubrique, entre otras obras destacadas. Es profesor invitado en varias universidades.

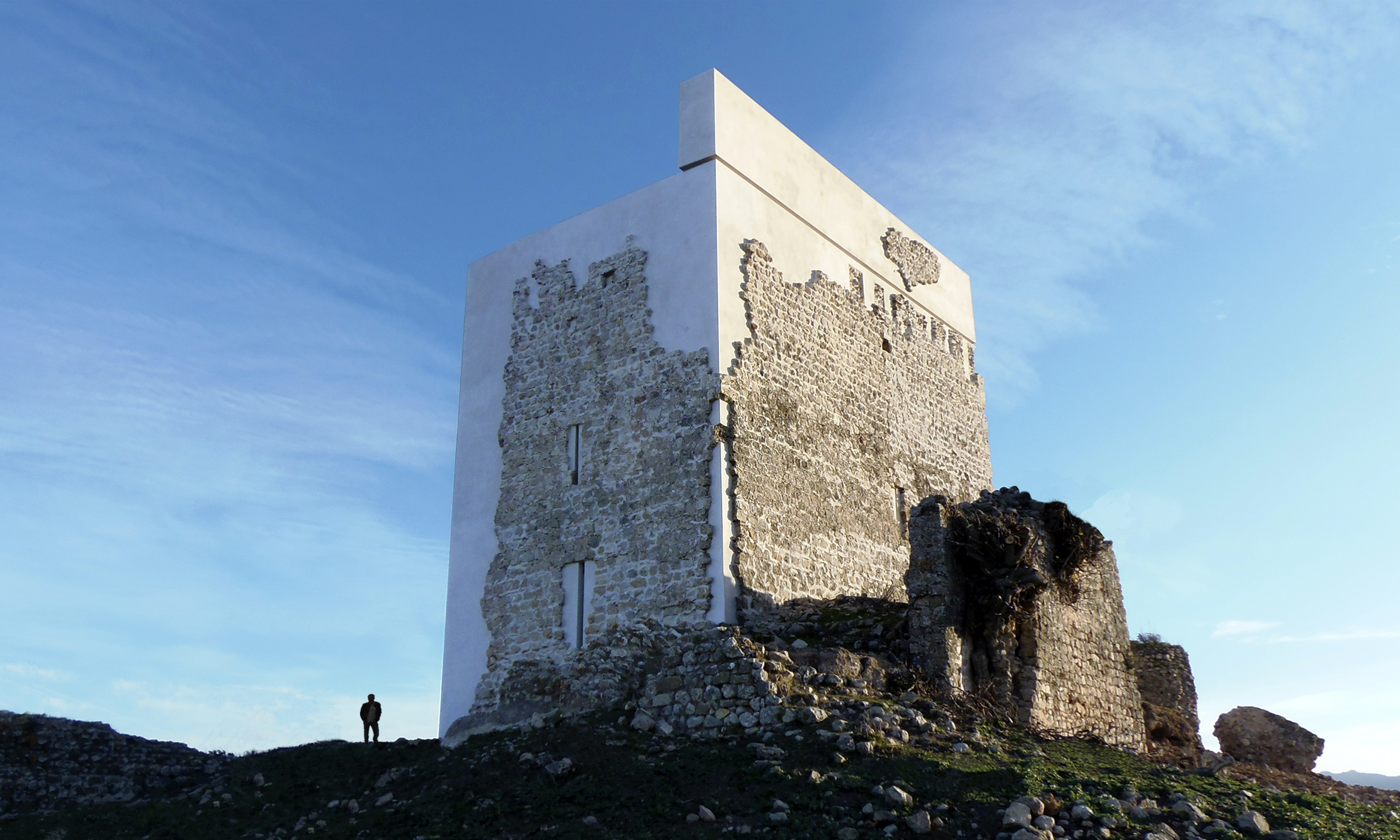
Consolidación y restauración del Castillo de Matrera (Villamartín, Cádiz)

## Primeros años
Tras su etapa escolar en Prado del Rey y San José del Valle (Cádiz), realizó sus estudios de Arquitectura en la ETSAS (Escuela Técnica Superior de Arquitectura de Sevilla), graduándose en 2004. Posteriormente, y en paralelo a su actividad profesional, realiza el Máster en arquitectura y patrimonio histórico (Universidad de Sevilla, 2006-07) y el Máster en historia del arte: conocimiento y tutela del patrimonio histórico (Universidad de Granada, 2012). 
Con la beca Talentia, entre 2009 y 2011 se titula por la Scuola di Specializzazione in beni architettonici e del paesaggio per lo studio ed il restauro dei monumenti, en la Universidad La Sapienza de Roma, donde reside durante dos años.
En 2017 se doctora por las universidades Universidad IUAV de Venezia y Universidad de Sevilla mediante el programa de Doctorado internacional Villard d´Honnecourt en arquitectura. Recibe diversas becas para realizar estancias en diferentes universidades como Universidad del Perú, École Nationale Supérieure d'Architecture de Paris-Belleville, Delft University of Technology o IUAV di Venezia.

### Docencia e investigación
Ha sido profesor invitado en la Universidad Oxford Brookes School of Architecture, IUAV di Venezia, Politecnico di Milano, U. Pablo de Olavide, Università di Camerino, U. Rey Juan Carlos y U. de la República de Uruguay. Ha participado en numerosos artículos científicos incluyendo ponencias en congresos y seminarios internacionales, capítulos de libros y artículos en revistas científicas. Sus trabajos de investigación han sido reconocidos con el Premio Nacional de Urbanismo “R. Santos Díez” y el Premio de Ensayo “Pablo de Olavide”.
Actualmente es docente y vicedirector de ordenación académica de la Escuela de Arte y Superior de Diseño de Cádiz, siendo también profesor colaborador en la ETSAS (Escuela Técnica Superior de Arquitectura de Sevilla), donde es investigador en el grupo HUM-1050, colaborando con la Universidad Nacional de Ingeniería de Perú. Ha participado como jurado en diversos concursos y premios de arquitectura internacionales.

## Arquitectura
En 2005 funda su estudio, Carquero Arquitectura, asociándose a partir del 2016 con Carlos Peinado Madueño, que fue compañero de estudios desde su primer año de carrera.
Como arquitecto, en 2019 ganó el premio 40under40 Awards, organizado por el Chicago Athenaeum y The European Centre como uno de los jóvenes arquitectos europeos con mejor trayectoria emergente.
Sus obras y proyectos han sido publicados en numerosas revistas especializadas y formado parte de exposiciones internacionales, recibiendo diversos premios y distinciones en España, Estados Unidos, Reino Unido, Italia, Alemania, Grecia, Polonia, Bielorrusia y Azerbaiyán.

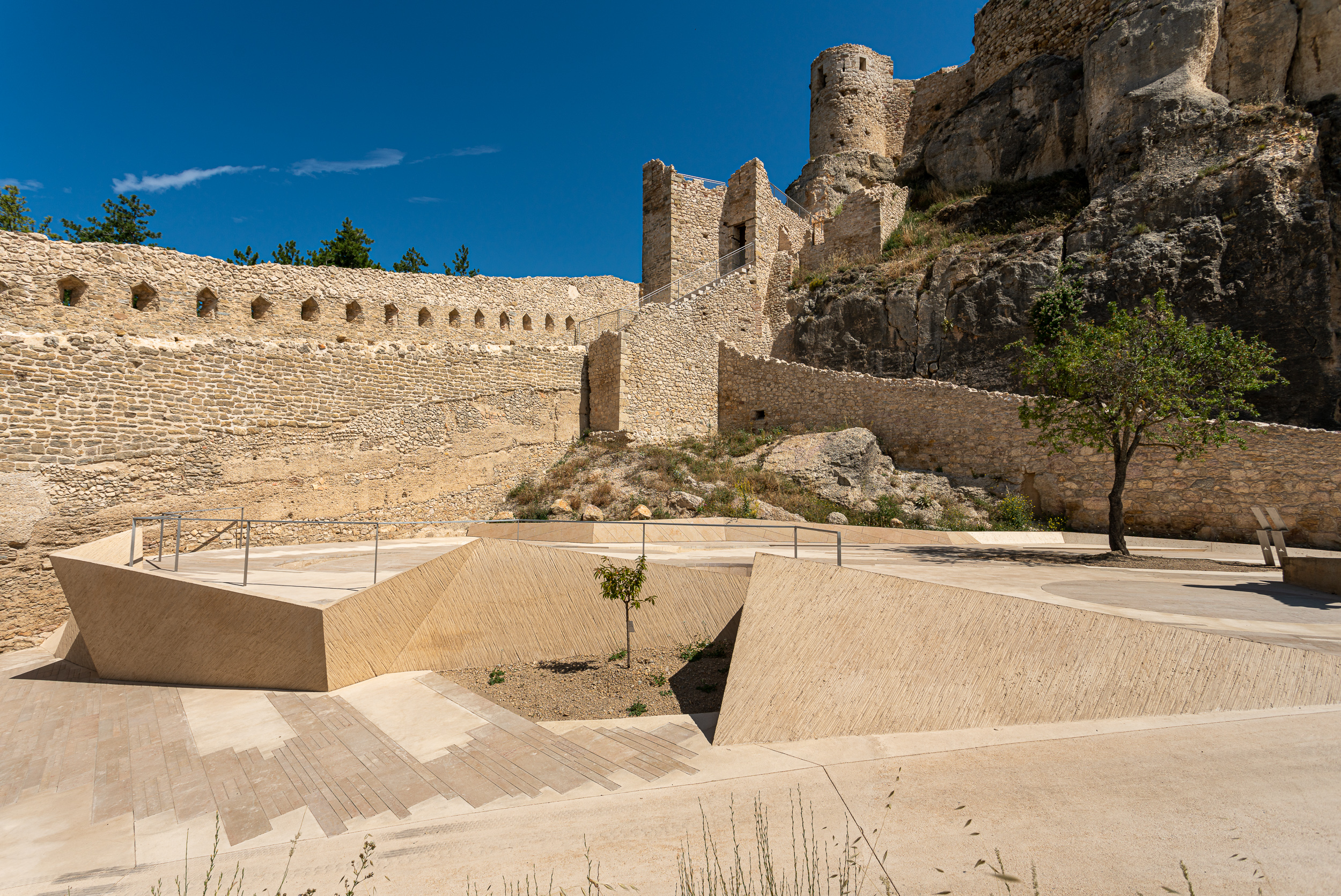
Consolidación y restauración del Castillo de Morella (Castellón)

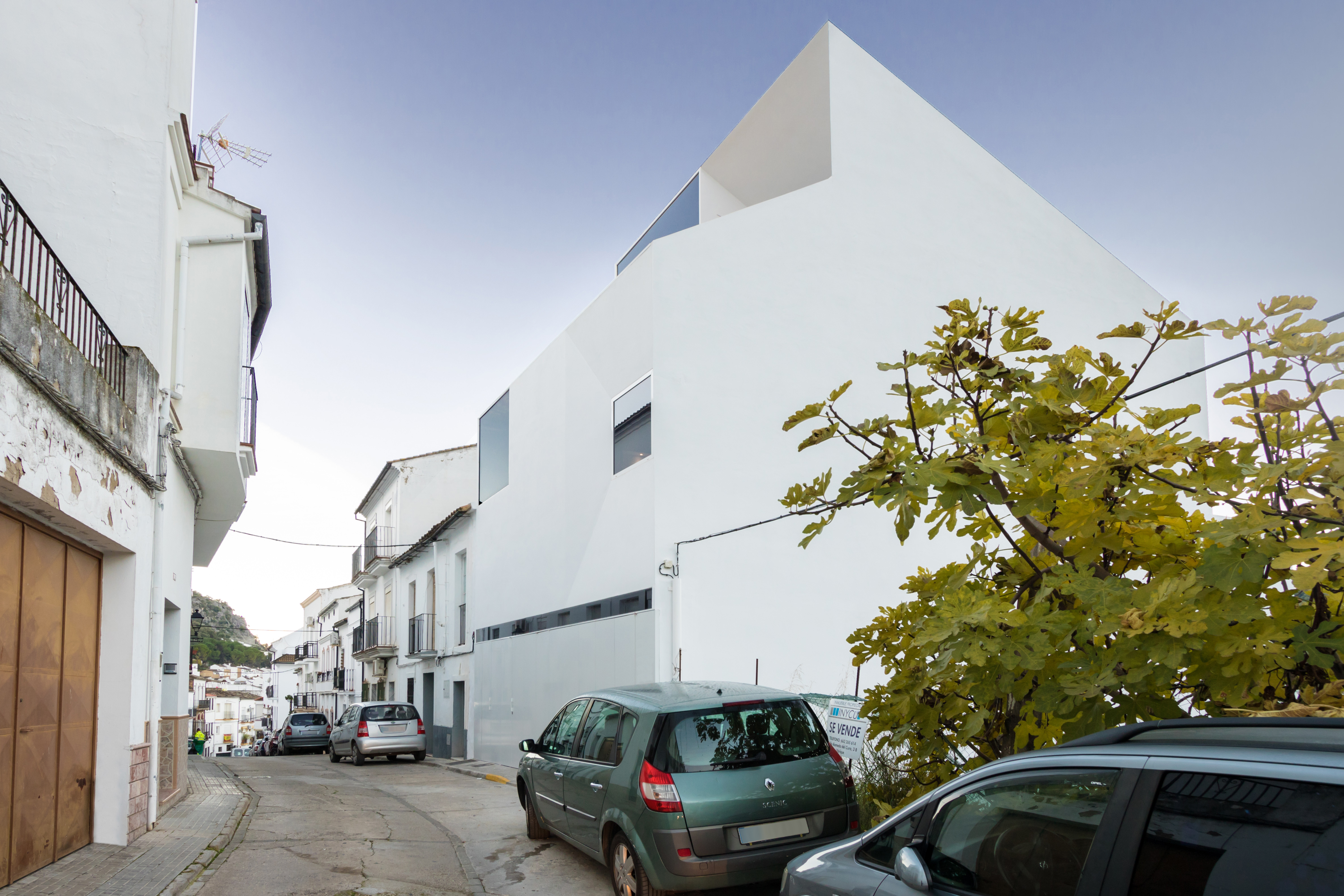
Vivienda en Ubrique (Cádiz)

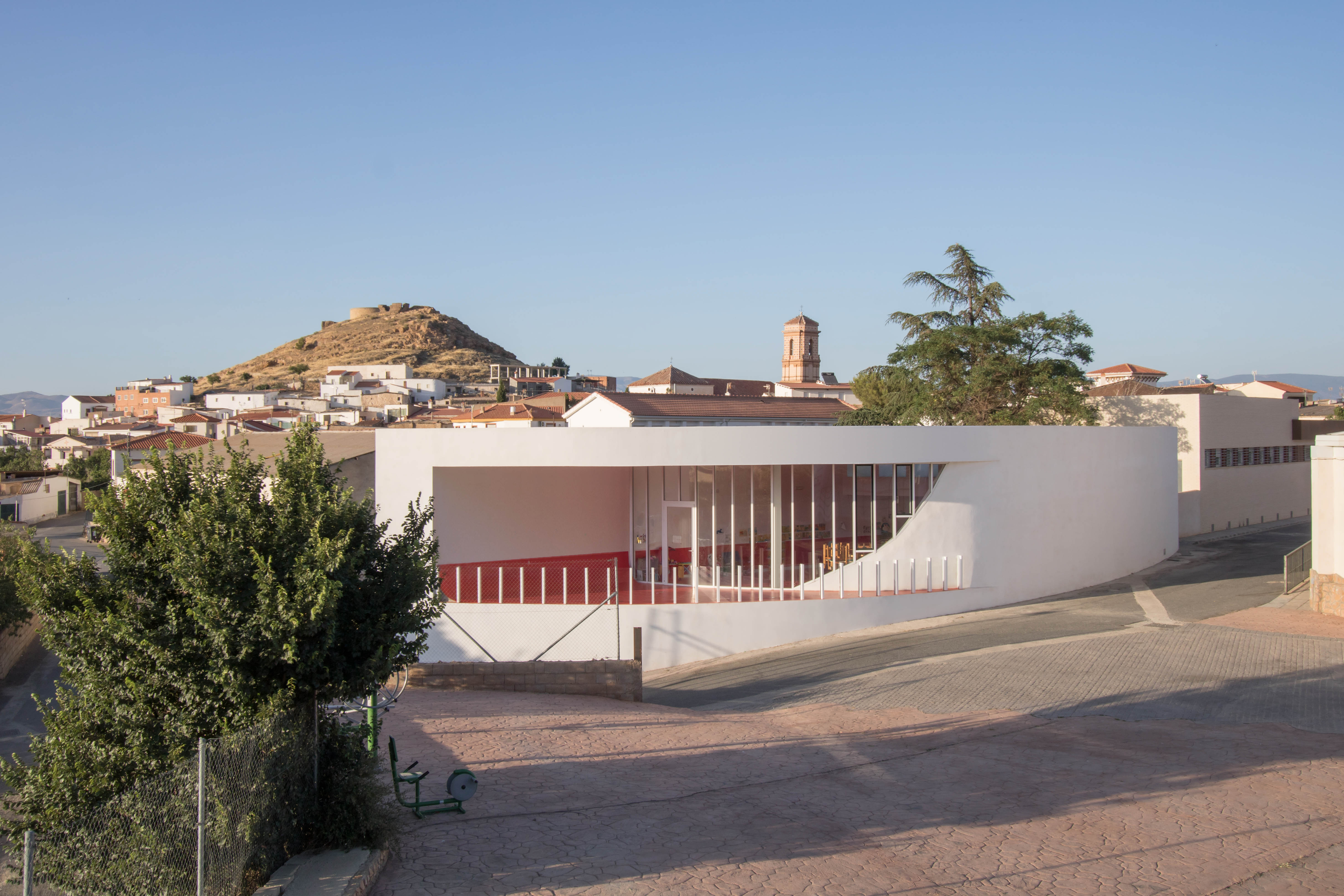
Ludoteca municipal de Dólar (Granada)